# 堺市立ビッグバン
堺市立ビッグバン（さかいしりつビッグバン）は、大阪府堺市南区茶山台1丁にある大型児童館である。堺市が所有し、株式会社丹青社が指定管理者として管理運営を行っている。名誉館長を松本零士が2021年6月まで務めていた。
1999年6月に大阪府立大型児童館ビッグバン（おおさかふりつおおがたじどうかんビッグバン）として開設され、2021年3月末に大阪府から堺市に移管された。リニューアルオープンに向けた工事を実施後、「堺市立ビッグバン」としてのオープンは、当初は2021年4月29日の予定であったが、新型コロナウイルス感染拡大の影響を受けて延期されたため、緊急事態宣言の発出が解除された後で2021年6月22日にリニューアルオープンした。
1階エントランスに、のびのび過ごせる「えほん広場」や「あかちゃん広場」、「いこい広場（無料休憩スペース）」のエリアが造られたほか、ARで動き出す「トリックアート階段」などが新設されている。また、ビッグバンの同じ敷地内には、無料の冒険遊び場「ちょっとバン」もある。

## 大阪府施設時代
前身の大阪府立大型児童館ビッグバンは、大阪府地域福祉推進財団（ファイン財団）が指定管理者として受託運営していた。
総工費約171億円をかけて1999年6月に開設。本体建物の特徴と言える、メタリックカラーの宇宙船の形をした外観は、松本零士によるイメージデザインを基本モチーフにしたもので、建築設計を府建築都市部公共建築室、坂倉建築研究所大阪事務所、設備技研が手がけた。その後、2008年2月に大阪府知事となった橋下徹が、危機に瀕した財政を建て直すために公共施設の廃止や売却を軒並み提起した際には、ビッグバンの存続についても議論となった。なお、この頃の大型施設存続をめぐる攻防については、「大阪府立国際児童文学館」の記事が詳しい。ビッグバンは、橋下知事が自ら現地を視察した折、当時の館長であった松本零士が直接応対したことなどを経て、施設が存続したことにより、大阪府施設としての運営は20年超に及んだ。

## 交通アクセス
- 南海泉北線泉ケ丘駅下車すぐ。

## 料金
- 大人1000円
- 小・中学生800円
- 幼児（3歳以上）600円
- 幼児（3歳未満）無料

団体は上記料金の2割引。